# Phryganopteryx viettei
Phryganopteryx viettei là một loài bướm đêm thuộc phân họ Arctiinae, họ Erebidae.